# Batman (игра, 1989)
Batman (также известный как Batman: The Movie) — компьютерная игра в жанре action-adventure, разработанная и изданная Ocean Software на основе фильма 1989 года с таким же названием. Была выпущена в 1989 году для Amiga, Amstrad CPC, Atari ST, Commodore 64, MS-DOS, MSX и ZX Spectrum.

## Игровой процесс
Игра состоит из пяти этапов, основанных на событиях фильма. На каждом этапе есть ограничение по времени и показатель здоровья (он представлен лицом Бэтмена, постепенно превращающимся в Джокера). Уровни отличаются различным игровым процессом:
- На первом этапе игроки контролируют Бэтмена, когда он отправляется на химический завод Axis, чтобы противостоять Джеку Напье, что привело к инциденту, в котором он становится Джокером. На этом уровне геймплей имеет вид сайд-скроллера, в котором Бэтмен может использовать свои Бэтаранги, чтобы победить врагов или его грейфер-пистолет, чтобы достичь более высоких платформ.
- На втором уровне Бэтмен едет в своем Бэтмобиле, он должен избегать трафика и использовать захват, чтобы качаться по углам и избегать столкновения с полицией.
- Третий уровень — это секция с головоломками, в которой Бэтмен должен идентифицировать различные компоненты Smilex, смертельного химиката, который Джокер вывел на рынок.
- Четвертый уровень проходит во время парада Джокера, в котором Бэтмен должен использовать Бэткрыло, чтобы отрезать воздушные шары, наполненные ядовитым газом, при этом не лопая сами воздушные шары.
- Наконец, пятый уровень, который повторяет геймплей первого уровня, в этом уровне Бэтмен пробирается к вершине Собора Готэма, чтобы наконец противостоять Джокеру.

## Отзывы
Игра была номером 1 в чартах Spectrum за февраль 1990 года и была награждена званием «Игра года» в журнале Crash magazine. Computer Gaming World порекомендовал версию для Amiga, но сообщил, что версия для Commodore 64 была слишком глючной[неизвестный термин].